# Actua Golf 2
Actua Golf 2, também conhecido por Fox Sports Golf '99 é um jogo de vídeo game lançado em 1997, da série Actua Sports, desenvolvido e lançado pela Gremlin Interactive para PlayStation e Microsoft Windows na Europa, e pela Fox Interactive nos EUA. Seu predecessor foi o Actua Golf (1995), e sucessor o Actua Golf 3 (1998), último jogo da série.
Trouxe boas variações em comparação à sua versão anterior, principalmente na parte gráfica. Dentre seus seis percursos estão: Oxfordshire Golf Club, Kiawah Island Ocean Course e Carnoustie Links. Os comentários do jogo ficam por conta de Peter Alliss e Alex Hay.